# 飛鳥淨御原宮
飛鳥淨御原宮 是672年到694年日本天武天皇和持統天皇的居所。史學家認為其是日本此類宮殿中最大型的，原址可能在奈良縣明日香村。

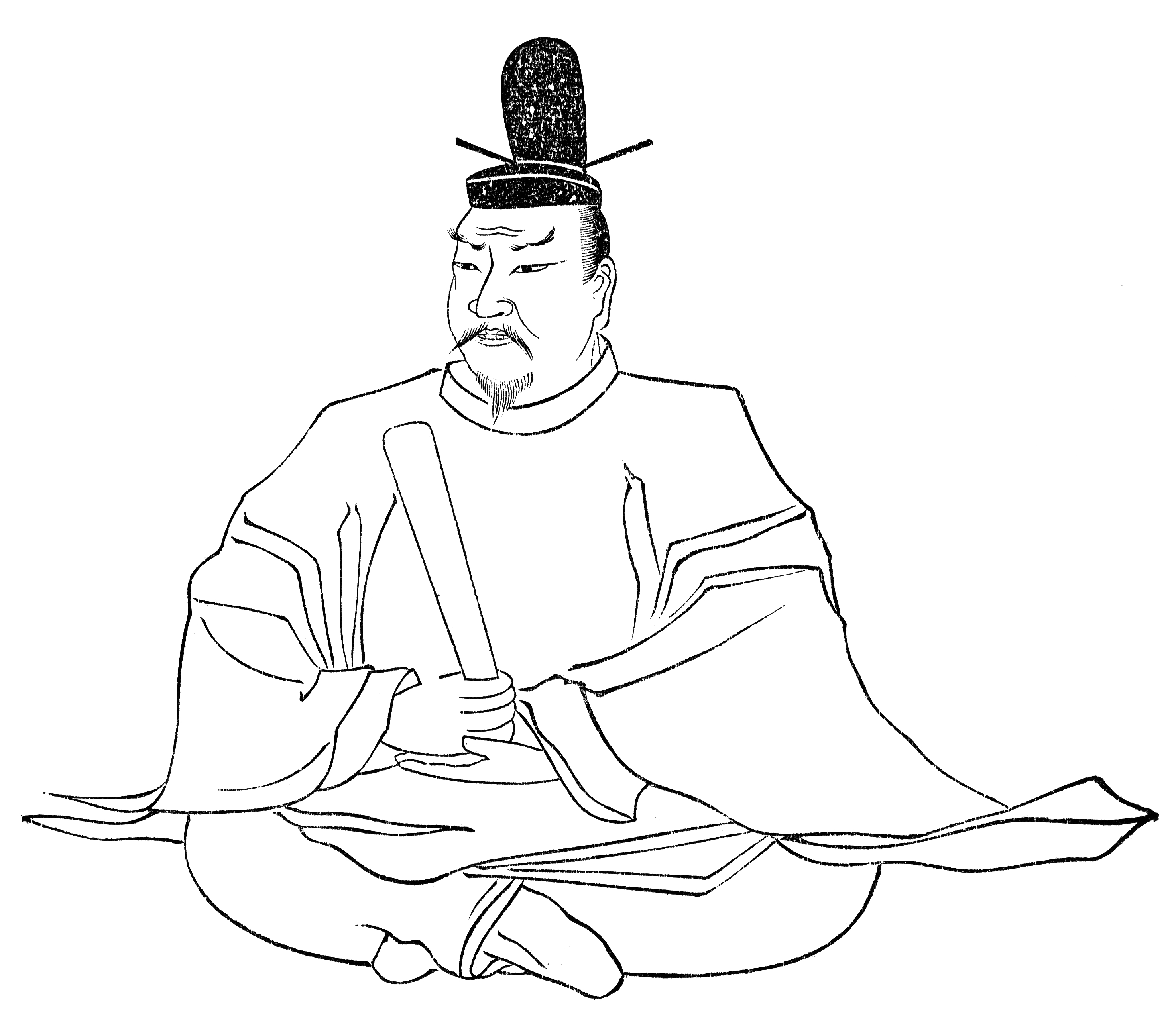
天武天皇，江戸時代作品

672年天武天皇在登基後，將京城從其弘文天皇居住的大津京遷回到飛鳥京。由他按照中國的樣板製定的於689年頒布的律法，也是根據飛鳥淨御原宮的名字命名為飛鳥淨御原令。天武天皇崩御（686年）後持統天皇也一直住在飛鳥淨御原宮，直到八年後（694年），她才遷往飛鳥京西北方向2.5公里的藤原京。 
根據日本書紀記載，飛鳥淨御原宮包括一座大極殿和多位官員用行政辦公室，建築格局上還有整套的複雜的下水道系統。此外考古學家還發掘出了一些很不尋常的石製建築（其中一座被認為代表了佛教的須彌山）。在宮殿的外圍是一座半城市的京城區域（京），之後發展為京城的「京職」機構所在地。 
萬葉集中對天武天皇於672年遷都進行描述的詩句寫到：
"皇者 神尓之座者 赤駒之腹婆布田為乎 京師跡奈之都"
2004年，飛鳥淨御原宮遺址的大型高床式遺跡為奈良縣立橿原考古學研究所發掘，具判斷為飛鳥淨御原宮的正殿，由此也得知宮殿的範圍為南北走向800米，東西走向500米。